# King Von
Дейвон Деквон Беннетт(9 серпня 1994 , Чикаго, Кук, Іллінойс, США  — 6 листопада 2020 , Атланта, Фултон, Джорджія, США ), більш відомий під псевдонімом King Von — американський репер із Чикаго, штат Іллінойс. Був підписантом лейблу Lil Durk Only the Family та Empire Distribution.
Отримав визнання за сингли «Crazy Story» й «Took Her to the O», що досяг 44-ї сходинки Billboard Hot 100, та за студійний альбом Welcome to O'Block (2020), який посів 5-те місце в Billboard 200.

## Раннє життя
Народився 9 серпня 1994 року в Чикаго, штат Іллінойс. Мав шістьох зведених суродженців з боку свого батька Волтера Е. Беннетта й трьох єдиноутробних суродженців у матері Таеші. Вихований здебільшого матір'ю; його стосунки з батьком були непослідовними через ув'язнення останнього. Коли Вону було 11 років, його батька застрелив невідомий. Пізніше Вон віддав йому належне в численних піснях.
У 16 років Вон уперше потрапив до в'язниці. 2014 року йому висунули звинувачення за одним пунктом у вбивстві першого ступеня та двома пунктами замаху на вбивство у зв'язку зі стріляниною, у висліді якої загинула одна особа й ще двоє були поранені. Після зняття всіх звинувачень Вон почав зосереджуватися на своїй музичній кар'єрі, співпрацюючи з Lil Durk. До арешту за звинуваченнями він навчався в коледжі South Suburban у Саут-Голланд. Отримав свій GED, перебуваючи у в'язниці для неповнолітніх. У цей час приєднався до вуличної банди Black Disciples.

## Кар'єра
Після того, як Lil Durk підписав Вона на свій лейбл Only the Family, 6 грудня 2018 року вийшов сингл «Crazy Story», що став проривом. У День святого Валентина 2019 року дівчина Вона, реперка Asian Doll, випустила відеокліп на свій трек про нього «Grandson», в якому з'явився й Вон.
За життя видав 2 мікстейпи й 1 студійний альбом. Менеджер Джеймсон «100K Track» Франсуа також був менеджером YNW Melly, з яким Вон часто співпрацював, та Boss Top, Muwop і DQfrmDaO, друзів з O'Block. Співпрацював із G Herbo, з яким разом навчався в одній старшій школі. Помер за тиждень після виходу дебютної студійної платівки Welcome to O'Block в Атланті після вечірки в нічному клубі на честь релізу.
У грудні 2020 року вийшов кліп на спільну з Funk Flex стежину «Lurkin». Знімання відео відбулися в Нью-Йорці, куди Вон приїхав для просування Welcome to O'Block за два дні до своєї загибелі. Funk Flex також узяв у нього інтерв'ю, невипущене через відмову оприлюднити його у зв'язку з трагічними подіями. Після смерті Беннетта вокальна сесія ледь не була втрачена. Відновлено завдяки зусиллям DJ Ted Smooth.
За словами 100K, Беннетт був трудоголіком і залишив понад 200-300 невиданих пісень. В інтерв'ю No Jumper за березень 2022 року, обговорюючи What It Means to Be King, 100K заявив про ще 2 майбутніх повноформатних альбоми й імовірно 1 у разі вдалої роботи продюсерів. Таким чином, загалом кількість посмертних альбомів у майбутньому може становити 4.
Права на музику, мерч тощо належать Forever and a Day, LLC. Родина Беннета посмертно зареєструвала сценічне ім'я та прізвиська як торгові марки.

## Характеристика творчості

### Стиль і техніка репу
Музичний стиль King Von зараховують до дрилу. Це підтвердив і сам виконавець в інтерв'ю для DJ Akademiks. Попри це визначення Беннетт вважається одним з найкращих чистих ліриків у чиказькому дрилі, більш різноманітним за стилем репером, ніж більшість інших представників жанру; його також визначають як більш класичного репера в контексті дрилу, який відрізняється своєю подачею, грою слів та різкістю.
На музику Вона вплинула творчість 50 Cent, Gucci Mane, Lil Wayne, Jay-Z, Waka Flocka Flame та чиказьких Twista, Каньє Веста, G Herbo, Lil Bibby й Lil Durk.

#### Оповідування
King Von був відомий використанням оповідування у своїх піснях. HotNewHipHop визначив його як «бездоганне», «із мстивістю й непідробною автентичністю», а Complex — як «яскраве». Pitchfork хвалив його здатність розказувати зв'язну історію в ролі її оповідача з відповідними діалоговими вставками у своїх куплетах.
Оповідна техніка Беннетта в музичних композиціях розвивається навколо тем, заснованих на його власному досвіді; її порівнювали з технікою інших виконавців, таких як Ice-T, Speaker Knockerz, а особливо такі пісні, як «Took Her to the O» й «Crazy Story», порівнювано з «Children's Story» Slick Rick; сам Беннетт казав, що його часто порівнювали з технікою оповіді Міка Мілла.
Оповідувальний стиль і вміння Вона надихнуло його дитинство в Інґлвуді, Чикаго, та урбаністичні романи, прочитані під час ув'язнення. За словами Беннета, він прочитав багато книг Sister Souljah, йому також сподобалися Джаквавіс та Ешлі, особливо «Картель», «Остаточна жертва» Ентоні Філдса й романи «Сутінки».

## Особисте життя
Перебував у непостійних стосунках із техаською реперкою Asian Doll. Як повідомлялося, вони не зустрічалися на момент його смерті. У Беннетта було троє дітей: один син і дві дочки. Син Дейвон-молодший народився 9 серпня 2019 року, того ж дня та місяця, що й батько. Зі слів найкращого друга T.Roy, його власний перший син народився 9 серпня 2015 року.
9 серпня 2012 року застрелили близького друга Вона White White, двоюрідного брата Chief Keef. За іронією на недалекі дати також випадають ключові віхи з життя двох примітних постатей: 10 серпня — народини Шондейла «Tooka» Ґреґорі-молодшого, представника ворожої банди, застреленого 2012 року на автобусній зупинці, якого не раз згадував Беннетт та інші репери з O'Block у глузливому словосполученні «smoke tooka»; 11 серпня 2011 року — смерть Оді Перрі (стрілянина сталася приблизно о 23:35, 10 серпня). На честь останнього сет WIIIC City перейменовано на O'Block.
Брати Jay Louie V та YBG Lo також є реперами. Був двоюрідним братом Calboy.

### Проблеми із законом
21 листопада 2012 року Беннетта заарештували та відправили до в'язниці округу Кук за незаконне зберігання вогнепальної зброї.
У квітні 2014 року поліція допитала Беннетта як підозрюваного у вбивстві 17-річної членкині банди Gangster Disciples Ґакіри «K.I.» Барнс, але поліція не змогла висунути йому звинувачення через суперечності в показах свідків.
24 липня 2014 року Беннетта заарештували у зв'язку зі стріляниною в травні 2014 року, через яку загинув Малкольм Стакі та отримали поранення ще двоє чоловіків. Беннетту пред'явили звинувачення за одним пунктом у вбивстві першого ступеня та двома пунктами в замаху на вбивство. Стрілянина сталася в Інґлвуді, Чикаго. Після відмови свідків давати покази у 2017 році Беннетта визнали невинним.
У червні 2019 року Беннетт і Lil Durk (справжнє ім'я: Дерк Бенкс) були заарештовані у зв'язку зі стріляниною в Атланті. Беннетт і Бенкс постали перед суддею в залі суду округу Фултон для слухання ймовірної справи. Прокуратура стверджувала, що двоє реперів пограбували та несмертельно стріляли в Александера Візерспуна біля популярного ресторану «The Varsity» 5 лютого 2019 року. Після кількох тижнів ув'язнення Бенкса звільнено під заставу в розмірі 250 тис. доларів, тоді як Вона звільнено під заставу в 300 тис. доларів. Двома співвідповідачами також були репери THF Bayzoo та AAB Hellabandz. Останнього застрелили в Маямі в травні 2019 року, перш ніж йому встигли пред'явити звинувачення.
У серпні 2022 року, вже після смерті Беннетта, поліція Чикаго оприлюднила документи, згідно з якими 13 жовтня 2012 року він був тим, хто застрелив 17-річного Моделла Маккембрі.
За інформацією прокуратури саме Вон призначив винагороду за вбивство репера FBG Duck із сусідньої ворожої банди. Беннетта застрелили за кілька місяців після вбивства Дака за непов'язаних обставин. Біля Вона тоді був репер Muwop. У січні 2024 року його та ще 5 інших (один з яких наклав на себе руки раніше) визнали винними у вбивстві FBG Duck. Вирок винесуть у серпні-вересні. Усім загрожує обов'язкове довічне ув'язнення.

#### Звинувачення в серійних убивствах
У квітні 2023 року, за понад 2 роки після смерті Беннетта, режисер Trap Lore Ross виклав на YouTube 4-годинний документальний фільм під назвою King Von: Rap's First Serial Killer, в якому не без перебільшень стверджувалося, що Беннетт був серійним убивцею, причетним до щонайменше 10 вбивств, включаючи вбивства P5, Моделла Маккембрі, Малкольма Стакі й Ґакіри «K.I.» Барнс; за життя суд визнав Беннетта невинним у вбивстві Стакі. Крім того, заявлено про ймовірне замовлення Воном кількох інших убивств, пов'язаних із бандами. Cтрічка отримала як схвальні відгуки, так і негативну реакцію родини й шанувальників Беннетта. Незабаром вона зникла з YouTube. Документальний фільм з'явився знову пізніше.

## Смерть
6 листопада 2020 року після вечірки на честь уродин репера Boss Top з O'Block напередодні й виходу Welcome to O'Block приблизно о 2:15 Беннетт із командою потрапили в суперечку з командою Quando Rondo біля кальянної «Monaco» в Атланті, штат Джорджія. Конфлікт швидко переріс у стрілянину й Вон отримав кілька поранень. Беннетта доставили до лікарні у важкому стані, де він помер пізніше того ж дня. Йому було 26 років.
Бюро розслідувань Джорджії повідомило про двох убитих і кількох поранених. Одного фігуранта конфлікту помістили під варту поліції за вбивство Вона під час лікування від свого вогнепального поранення. Підозрюваного ідентифікували як Тімоті Лікса, 22 роки, також відомого як Lul Timm, репера пов'язаного з Quando Rondo.
Поліція вбила Slutty й також стріляла в O'Block Louie. Останній перебував у тяжкому стані, однак вижив. Slutty був братом убитих HK та T Roy, найкращого друга Вона. Обоє загинули 2017 року, у випадку T Roy — у час поки Беннетт був у в'язниці. На честь нього репер узяв прізвисько V Roy. За деякою інформацією, саме Slutty поцілив Lil Tum у ногу, потім його зброю заїло.
14 листопада 2020 року Беннетта поховали на кладовищі Берр-Оук в Алсіп, округ Кук, штат Іллінойс. У серпні 2023 року з Lul Timm зняли обвинувачення у вбивстві. Він заявляв про самооборону. King Von напав на Quando Rondo голіруч.
У жовтні 2024 року чиказького репера й близького друга Беннетта Lil Durk заарештували поблизу міжнародного аеропорту Маямі за федеральними звинуваченнями, зокрема в змові скоїти вбивство на замовлення. В обвинуваченні стверджується, що Дерк організував змову проти репера Quando Rondo, нібито у відповідь на вбивство Вона у 2020 році. Як вислід, загинув двоюрідний брат Quando Rondo, Савіей «Lul Pab» Робінсон. У зв'язку з цією справою також заарештували 5 членів Only the Family. Серед них був і OTF Vonnie — брат з перших Беннетта.

### Увічнення пам'яті
24 грудня 2020 року Lil Durk видав альбом The Voice як присвяту King Von, який присутній на обкладинці та пісні «Still Trappin'». Під час 64-ої щорічної церемонії вручення премії «Ґреммі» Беннетта включили до монтажу In Memoriam.
У серпні 2021 року художник Кріс Девінс намалював мурал із зображенням Вона в комплексі Parkway Gardens, де виріс репер. Стінопис викликав суперечки серед жителів Чикаго: деякі стверджували, що він приверне до району злочинність, пов'язану з бандами, і що це є прославленням бандитського насильства. Мурал зліквідовано в листопаді 2024 року.

## Дискографія

### Студійні альбоми
- Welcome to O'Block (2020)
- What It Means to Be King (2022)
- Grandson (2023)

### Мікстейпи
- Grandson, Vol. 1 (2019)
- Levon James (2020)